# قرارداد تجاری آلمان و شوروی (۱۹۴۰)

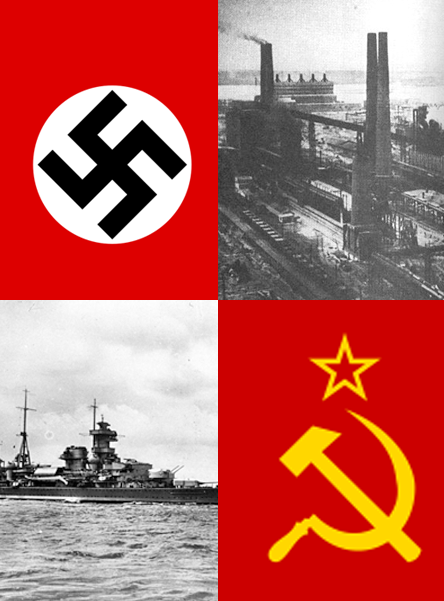
عکس تزیینی از موافقتنامه تجاری آلمان (نازی) و شوروی (کمونیستی) ۱۹۴۰

موافقتنامه تجاری آلمان و شوروی ۱۹۴۰ (همچنین به عنوان موافقتنامه اقتصادی ۱۱ فوریه ۱۹۴۰، بین رایش آلمان و اتحادیه جمهوری‌های سوسیالیستی شوروی شناخته می‌شود) یک قرارداد اقتصادی بین اتحاد جماهیر شوروی و آلمان نازی بود که در ۱۱ فوریه ۱۹۴۰ امضا شد. در آن، اتحاد جماهیر شوروی در بازه زمانی ۱۱ فوریه ۱۹۴۰ تا ۱۱ فوریه ۱۹۴۱، علاوه بر تحویل‌های کالا طبق قرارداد تجاری آلمان و شوروی، که در ۱۹ اوت ۱۹۳۹ امضا شد، برای تحویل کالاها (نفت، مواد خام و غلات) به ارزش ۴۲۰ تا ۴۳۰ میلیون رایشمارک نیز موافقت کرد.: 367–369 